# Myrna Loy (Band)
Myrna Loy war eine Avantgarde-Pop-Band aus Bonn, die von Mitte 1987 bis 1994 aktiv war und drei Alben auf dem Label Normal Records veröffentlichte. Heute finden sich kaum noch Spuren zu dieser experimentierfreudigen Band, die von Fans und Kritikern geliebt wurden. Der Sound von Myrna Loy, die sich nach einer legendären Stummfilm-Schauspielerin Myrna Loy benannten, war eine spannende Mischung aus Wave, Industrial, Pop und Ambient-Musik. Besonders markant war die Stimme des Sängers Victor D., der mehrere Oktaven abdecken konnte. Ebenfalls typisch für die Band war der nahezu komplette Verzicht auf Fotos in der Außendarstellung und die Nutzung von Künstlernamen, die der Band gleichzeitig Anonymität und etwas Geheimnisvolles gaben.

## Bandgeschichte
Die Band um Sänger Victor D. wurde im April 1987 in Bonn gegründet. Zunächst war die Band ein Sextett, zur Zeit des ersten und zweiten Albums ein Quintett und später beim dritten Album nur noch ein Quartett.
Beim Ruhr-Rock Festival am 26. Dezember 1988 in der Zeche Bochum wurde die Newcomer-Band mit dem hochdotierten Produktionspreis von WDR und WEA ausgezeichnet.
Mit dem Produktionsbudget konnte die Band im März und April 1989 die Aufnahmen im Studio des legendären Produzenten Conny Plank in Wolperath finanzieren. In Normal Records aus Bonn fand die Band einen Label-Partner in der eigenen Heimatstadt.
Am 27. März 1989 spielten die Bonner auf dem stark international besetzen Noise Now Festival zusammen mit Künstlern wie The Gun Club, Phillip Boa, Anne Clark, Sonic Youth und Nick Cave.
Im gleichen Jahr erschien noch ihr Debütalbum I Press My Lips in Your Inner Temple, mit dem sich die mittlerweile zum Quintett geschrumpfte Formation aus dem Stand neben Jingo de Lunch und den Einstürzende Neubauten als einzige deutsche Band in den SPEX/WOM Jahresverkaufscharts 1989 platzierte. Myrna Loy schafften es, mit ihren Songs des Debüt-Albums eine einzigartige Atmosphäre zu erzeugen und klangen dabei weder nach einem bestimmten Genre, noch war es beim Hören möglich, ihre Herkunft zu bestimmen.
Am 8. Juli 1989 spielten Myrna Loy auf dem renommierten Rheinkultur-Festival vor 80.000 Zuschauern in der Bonner Rheinaue neben etablierten Bands wie Cliff Barnes and the Fear of Winning oder den The Busters.
Im November und Dezember 1989 gingen Myrna Loy auf Deutschland-Tournee durch 11-Städte zusammen mit der britischen Band And Also the Trees, die ebenfalls über Normal Records ihre Alben veröffentlichten.
Am 10. März 1990 supportete die Band die britische Sängerin Anne Clark auf ihrer Deutschlandtour in der Stadthalle Köln-Mülheim.
Bei der 6. WDR 1 Rocklife-Rocknacht am 16. April 1990 spielten Myrna Loy dann zusammen mit Bands wie New Model Army, The Godfathers, Element of Crime oder Soundgarden in der ausverkauften Düsseldorfer Philipshalle.
Es folgte eine 4 Städte-Tour durch die neuen Bundesländer im April 1990.
Am 23. Juni 1990 spielten Myrna Loy beim Bizarre-Festival auf der Loreley neben Künstlern wie The The, Ramones, Phillip Boa oder Fields of the Nephilim.
Im Oktober 1990 begannen die Aufnahmen zum zweiten Album Time Says Helay im Conny Plank Studio. Die Band trennte sich von Schlagzeuger Al im Zuge der Aufnahmen.
Im Dezember 1990 spielten sie als Support der Einstürzende Neubauten und tourten im Rahmen des Zillo-Festivals durch 5 deutsche Städte. Hier spielten sie ohne Drummer, nur mit einer Drumbox.
Im Februar 1991 erschien das zweite Album "Time Says Helay", und die Musikpresse feierte es: "Myrna Loy sind "die deutsche Hoffnung in Sachen 4 AD Ästhetik" (Hamburger Morgenpost) und "auf dem besten Weg zur interessantesten deutschen Band" (Überblick/Bremer Blatt).
Im Mai 1991 ging es erneut auf Deutschland Tour durch 9 Städte, erstmals mit dem neuen Schlagzeuger. Am 30. Juni 1991 folgte ein Auftritt bei Bizarre-Festival mit The Cure als Headliner in Giessen.
Es folgte eine längere, experimentierfreudige Phase mit vielen Gastmusikern, in der das dritte Studioalbum vorbereitet wurde.
Am 22. September 1992 spielte Myrna Loy im Pariser Bataclan.
Im Mai 1993 spielte die Band einen Akustik-Auftritt in der Bonner Oper im Rahmen der Benefizgala der Bonner Rheinkultur.
Im Oktober 1993 erscheint das finale, dritte Album Immerschön, das auch erstmals deutsche Text-Passagen auf einzelnen Songs enthielt und die Band nun in Quartett-Besetzung einspielte, erneut im Conny Plank Studio aufgenommen.
Im November 1993 ging es auf Deutschland Tour durch 9 Städte.
1994 löste sich die Band auf. Offiziell bekannt gegeben wurde das nie.
35 Jahre nach der Veröffentlichung des Debüt-Album erschien I Press My Lips in Your Inner Temple im Dezember 2024 erstmals digital in einer remasterten Version von Blank & Jones und mit 10 zusätzlichen, bislang unveröffentlichten, Live-Aufnahmen.
Im August 2025 erschien die Remaster-Version des zweiten Albums Time Says Helay, erneut digital remastert von Blank & Jones und mit 13 größtenteils zuvor unveröffentlichten Aufnahmen (Live-Aufnahmen, B-Seiten, Ruff-Mixe und Dub-Versionen).

## Diskografie

### Alben
- 1989: Press My Lips in Your Inner Temple[6]
- 1991: Time Says Helay[7]
- 1993: Immerschön[8]

### Singles
- 1989: Always[9]
- 1991: Corilo[10]
- 1991: Myrna Loy[11]